# Liliana Cano
(Liliana Cano, 2011)
Liliana Cano (Gorizia, 18 ottobre 1924 – Sassari, 2 settembre 2021) è stata una pittrice italiana.

## Biografia
Liliana Cano nasce il 18 ottobre del 1924 a Gorizia, figlia di Lamberto Cano, ingegnere originario di Olbia, e Bruna Nigra, insegnante e nipote dello scultore Attilio Nigra. Dopo appena un mese dalla sua nascita, l’intera famiglia si trasferisce a Milano.
1930-1935
Dopo sei anni trascorsi nel capoluogo lombardo, nel 1930 i Cano vanno a vivere a Roma, dove Liliana inizia a frequentare le scuole elementari. Due anni più tardi, nasce la sorella Maria Vittoria e nel 1935 si spostano a Barletta. Questo cambiamento di residenza segna profondamente Liliana, facendole provare un forte sentimento di nostalgia verso la capitale. Durante le scuole medie inizia a dedicarsi al disegno sotto la guida rigorosa della madre che, essendo pittrice amatoriale, riconosce in lei un innato talento.
1938-1944
Nel 1938, il padre ottiene un posto come dirigente scolastico a Torino e, data la predisposizione della figlia per l’arte, decide di iscriverla al Liceo Artistico. Liliana viene ammessa l’anno successivo e studia sotto la guida di insegnanti come Filippo Omegna, Domenico Valinotti, Adriano Alloati, Giacomo Manzù, Marino Marini e Aldo Bertini. Tra tutti, però, l’influenza più significativa, come dichiarerà la stessa artista, viene da don Mario Carena, fratello di Felice Carena. Don Mario la incoraggia a perseguire “l’arte per la vita e non l’arte per l’arte”, sostenendo che l’arte figurativa ha il potere di aiutare, mentre quella astratta, pur potendo piacere, è sostanzialmente inutile.
Durante il periodo di formazione, Liliana riceve numerosi apprezzamenti dai suoi insegnanti: Marino Marini le chiese un disegno che aveva particolarmente apprezzato. Tuttavia, il fatto di essere donna la penalizza: Valinotti le dice, “Cano, tu sei la più brava di tutti; però sei donna e ti do otto”.
Nel 1940, nasce la sorella Luciana che, come Liliana e Maria Vittoria, si dedicherà alla pittura. Nel 1942, la famiglia si trasferisce a San Benigno Canavese, dove perde gran parte dei propri beni a causa del conflitto, che distrugge la cascina in cui erano custoditi. Nel 1943, si diploma all’Albertina e si iscrive alla Facoltà di Architettura, che però abbandona dopo aver sostenuto un solo esame. Da quel momento si dedicherà esclusivamente alla pittura, tanto che nel 1944 partecipa a un concorso a Padova, vincendo il primo premio.
1945-1968
Nel 1945, la famiglia si trasferisce in Sardegna e si stabilisce a Sassari. Due anni dopo, conosce il giornalista Domenico Panzino, che diventerà suo marito e la introdurrà nel vivace ambiente artistico locale. In questo periodo, entra in contatto con numerosi artisti come Filippo Figari, Mario Delitala, Stanis Dessy, Eugenio Tavolara, Gavino Tilocca, Ausonio Tanda, Pietro Antonio Manca e stringe amicizia, tra gli altri, con Costantino Spada e Libero Meledina. Questi ultimi influenzano inizialmente la sua pittura, come si può vedere nei ritratti eseguiti in quel periodo, che lei stessa definisce come “pittura tonale”. Tuttavia, Liliana abbandona presto questo stile, attratta dalla forza del colore e del segno.
Nel 1950, nasce il figlio Igino, che seguirà le orme artistiche della madre. Nel 1951, Liliana aderisce all’Associazione degli Artisti Sassaresi e partecipa alla sua prima mostra collettiva.
Nel 1952, espone in una mostra collettiva a Bologna. In questi anni, approfondisce e soddisfa la sua curiosità per l’arte europea grazie al periodico “seleArte”, ideato e diretto da Carlo Ludovico Ragghianti con il sostegno di Adriano Olivetti. Nel 1960, inaugura la sua prima mostra personale a Sassari. Nel 1965, riceve le sue prime commissioni pubbliche, tra cui la realizzazione de “L’ultima Cena” per la Parrocchia di San Francesco a Sassari. Nel 1968, Liliana Cano si unisce all’iniziativa organizzata da Pinuccio Sciola a San Sperate (CA), contribuendo con la sua opera alla trasformazione delle pareti esterne delle case del centro storico, che vengono dipinte di bianco grazie alla partecipazione attiva degli abitanti. Questi muri diventano in questo modo degli spazi candidi pronti ad accogliere gli interventi di altri artisti sardi come Foiso Fois e Gaetano Brundu, seguiti poi da altri internazionali come Rainer Pfnürr ed Elke Reuter dalla Germania, Meiner Jansen dall’Olanda, Otto Melcher dalla Svizzera e José Zuniga e Conrado Dominguez dal Messico.
1969-1978
Nel 1969 espone alla Galleria “Chironi 88” di Nuoro, dove conosce i coniugi Palimodde, proprietari dell’hotel “Su Gologone”. Da questo incontro nasce una lunga amicizia e collaborazione, con frequenti soggiorni a Oliena (NU), attestata dalle numerose opere presenti nella collezione della struttura. Sempre nel 1969 finanzia a Sassari l’apertura di una galleria d’arte che chiama Galleria “Sironi”, dove esporrà con continuità per un ventennio ed ospiterà mostre personali di diversi altri artisti. Nel 1971, realizza il “Murale dei combattenti” a Ozieri (SS). Dal 1972 al 1977, partecipa a numerose mostre in diverse città italiane, tra cui Treviso, Venezia, Firenze e Siena, e in Francia, esponendo al “Grand Casinò” di Vichy con Pesatori e Ariggi e al “Salon de peinture” di Les Lilas.
Nel 1977, ospite dell’amico Pesatori a Parigi, partecipa al concorso L’Etoile d’or des Lilas, conseguendo il primo premio. Successivamente, allestisce una personale al Teatro Civico di Sassari, incentrata su temi ispirati alle opere del poeta cileno Pablo Neruda, iniziando così un proficuo rapporto con la poesia e dando vita a una riformulazione del suo linguaggio pittorico. Nel 1978, riceve il “Premio speciale per l’attività artistica” dal Presidente della Repubblica Italiana in occasione di una mostra al Conservatorio di Cagliari. Dopo aver concluso la carriera da insegnante trascorre un mese a Barcellona, dove crea diversi disegni e visita il Museo Picasso. Subito dopo decide di proseguire la sua attività artistica in Provenza, a Saint Mitre-les-Remparts, in cui si stabilisce.
1979-1984
Tra il 1979 e il 1984, Liliana Cano lavora nel nord della Francia, ma il caos di Parigi e il clima rigido la spingono a tornare in Provenza. A Marsiglia, conosce lo scultore Francis Olive e si unisce alla comunità artistica di Port-de-Bouc, partecipando a una mostra importante al Théâtre de l’Olivier di Istres nel 1979. Nonostante il suo lavoro in Francia, Liliana conserva il legame con l’isola. Nello stesso anno, realizza alcuni dipinti murali allo Sporting Club del Monte Spada di Fonni (NU).
Nel 1980, tiene una mostra personale all’Istituto Italiano di Cultura di Marsiglia e, successivamente, è nuovamente in Sardegna, a Oliena, dove crea opere murali nella chiesa di San Lussorio (1980-82).
Nel 1981, espone al Grand Palais di Parigi e si trasferisce a La Côte, nei pressi di Istres, dove rimarrà per cinque anni. Tra il 1982 e il 1983, vive un periodo molto prolifico, iniziando a esporre regolarmente alla Galleria “Franklin Roosevelt” di Tolone e al Grand Palais di Parigi per il “Salon d’Automne”.
Nel 1984 dipinge un imponente murale (160 metri quadrati) a Bono (SS), dedicato alla rivolta antifeudale guidata da Giovanni Maria Angioy.
1985-1995
Tra il 1985 e il 1995, Liliana Cano vive numerosi cambiamenti e sviluppi artistici. Nel 1986 si trasferisce a Tolone, dove trova una casa-studio, grazie alla proprietaria della Galleria “Franklin Roosevelt”, l’amica madame Perrimon, originaria della Corsica e sposata con un noto medico. Organizza una personale a Les Baux-de-Provence e partecipa al Primo Salone di Pittura dell’Università di Tolone, oltre a esporre in Germania, a Rastatt e Durmersheim. Nel 1987 allestisce due personali ad Amsterdam, una delle quali presso la prestigiosa sede del World Trade Center. Nel 1988 realizza il grande trittico “Les amants du soleil” per l’Université d’été di Tolone. Nel 1989 diventa membro del Consiglio di amministrazione dell’Associazione dei pittori Provenzali, collaborando con personalità come Yvan Audouard e Raymond Rousset. Nel 1990 esegue ad Aglientu (OT) tre grandi opere nella chiesa di San Francesco d’Assisi. Nel 1992, allestisce una personale di oltre cento opere alla Galleria “Saint Michel” a Fontvieille, in Provenza. L’anno seguente, in rappresentanza dell’Associazione dei pittori provenzali, viene invitata in Russia, a San Pietroburgo, e in quell’occasione dona un suo dipinto al conte Tolstöj, nipote del celebre scrittore.
1996-2010
Nel 1996, rientra definitivamente a Sassari dove, l’anno dopo, viene allestita una mostra personale a Palazzo Ducale. In questi stessi anni riscopre anche una profonda tensione religiosa che la guida verso la creazione di diversi cicli pittorici di natura sacra (Chiesa di San Vittorio a S. Teresa Gallura (OT), 2003; Chiesa di Sant’Ignazio a Oliena (NU), 2005; Biblioteca Francescana S. Pietro in Silki a Ittiri (SS), 2005), così come di interventi sul territorio attraverso nuovi murales a Bultei (SS), Irgoli (NU), Selegas (CA) e Oliena (NU), dove nel 2004 riceve la cittadinanza onoraria.
Nel 2006, per i meriti ottenuti nel campo delle arti visive, viene insignita del “Candeliere d’Oro Speciale”, premio conferitole dalla città di Sassari. Lo stesso anno, alcune sue opere vengono esposte a Sydney, al Seymour Theatre Center, e a Melbourne. Nel 2009 tiene al palazzo della Frumentaria di Sassari una collettiva insieme alle sue sorelle Luciana e Maria Vittoria e una grande mostra personale al Castello di San Michele a Cagliari, in cui espone 104 acquerelli dedicati alle poesie di Pablo Neruda.
2011-2021
Nel 2011, Liliana Cano è selezionata tra gli artisti partecipanti alla LIV Esposizione Internazionale d’Arte della Biennale di Venezia, nell’ambito degli eventi espositivi del Padiglione Italia. In questo periodo inizia un ciclo di opere a tema religioso che saranno presentate in varie occasioni a Ittiri (SS), che la omaggia con la cittadinanza onoraria. Nel 2014 tiene una mostra personale a Sassari intitolata “Sulle ali della musa”. Negli anni seguenti, continua a dipingere e a creare opere su commissione, come nel 2016 a Oliena (NU). Nel 2019, riceve il Premio Prometeo dalla Comunità Mondiale della Longevità in occasione della sua personale nei locali della Banca Generali di Cagliari, intitolata “Venus Tissées”.
Liliana Cano si spegne a Sassari il 2 settembre 2021, all’età di 96 anni.

## L'Archivio Liliana Cano
In occasione del centenario della nascita dell’artista, viene istituito l’Archivio Liliana Cano con l’obiettivo di preservare, promuovere e diffondere l'eredità artistica e culturale di questa grande pittrice sarda, apprezzata e riconosciuta a livello internazionale.
L’archivio, presieduto dal figlio Igino Panzino con la direzione artistica dello storico dell'arte Davide Mariani, si impegna nella raccolta e conservazione della documentazione e nella catalogazione delle sue opere, rendendole accessibili a studiosi, appassionati d’arte e al pubblico in generale.
Attraverso collaborazioni con musei, università, accademie e istituzioni culturali, sia in Italia che all’estero, l’Archivio promuove progetti e iniziative che mettono in risalto lo straordinario percorso artistico di Liliana Cano, durato quasi un secolo.
L’Archivio organizza eventi, conferenze e seminari con l’obiettivo di divulgare la sua visione artistica e funge da centro di ricerca, offrendo supporto scientifico a studiosi e ricercatori. In questo modo, si propone di mantenere vivo il lascito culturale di una delle più grandi pittrici del panorama artistico italiano del secondo dopoguerra.

## Premi e riconoscimenti[4]
- 1944 - Padova, "Concorso artisti veneti", 1º premio.
- 1963 - Iglesias, "Biennale d'arte", 1º premio.
- 1965 - Peschiera del Garda, Estemporanea d'Arte, 1º premio per il paesaggio.
- 1972 - Treviso, Premio “Ritratto”, 2º premio.
- 1976 - Genova, Premio "Phoemina", 1º premio.
- 1977 - Parigi, Salon de l'Etoile d'or de Lila, 1º premio; "Premio Sausset Les Pins", medaglia d'oro, 1º e 2º premio.
- 1978 - Cagliari, Premio Speciale del Presidente della Repubblica Italiana.
- 1979 - Parigi, Grand Palais, "Les artistes francaises", menzione d'onore.
- 1982 - Cannes, "XVIII Grand Prix International de peinture de la Cote d'Azur", menzione d'onore.
- 1983 - Evian Chambery, "Premio Le Pont des Arts", 1º premio.
- 2006 - Sassari, "Candeliere D'Oro", premio speciale della Città.

## Mostre e opere notevoli[4]

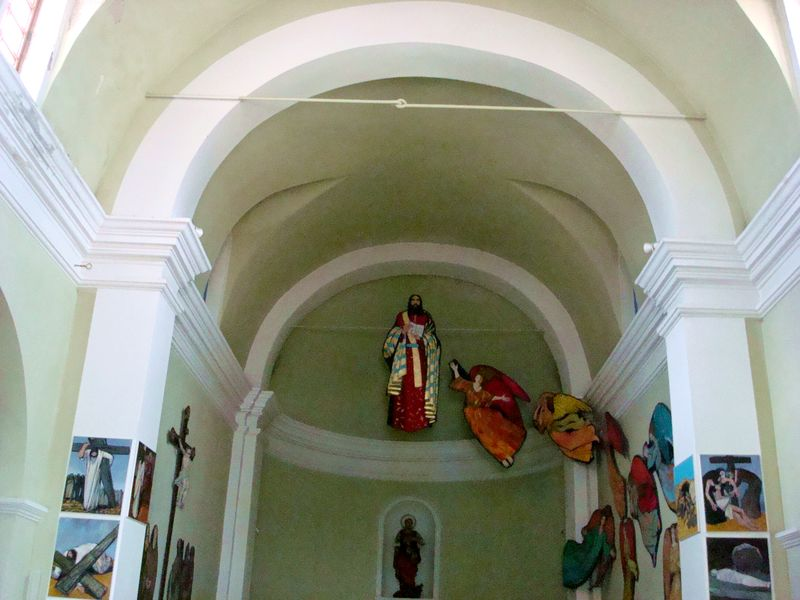
Interno della chiesa parrocchiale di Santa Teresa Gallura con opere di Liliana Cano.

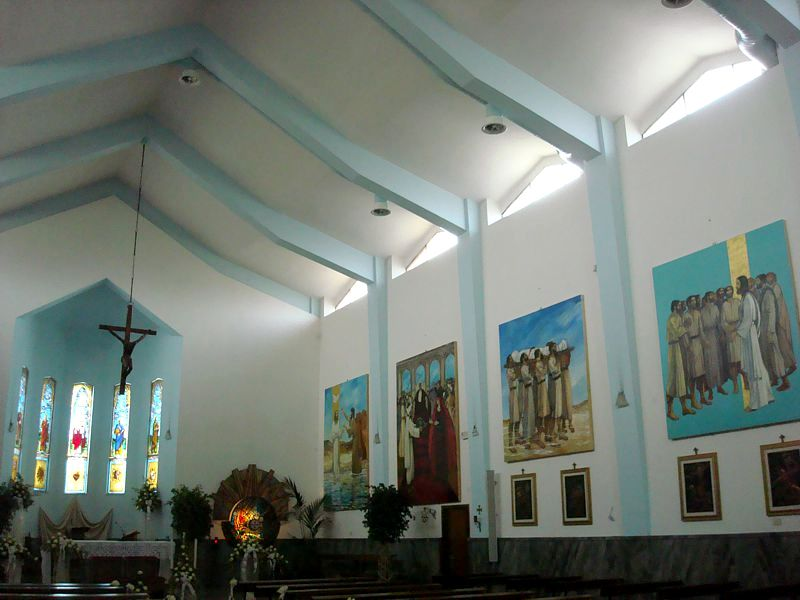
Interno della chiesa parrocchiale di Budoni con opere di Liliana Cano.

L'artista ha al suo attivo numerose esposizioni in mostre personali e collettive e tante sue opere sono presenti in grandi strutture aperte al pubblico. Per la sua vasta produzione si è ispirata a soggetti narrativi della letteratura e della religione, ma anche alle tradizioni popolari della Sardegna e della Provenza. Predilige dipingere con colori acrilici su grandi superfici, pannelli, teleri o anche murali.
- 1980: a Marsiglia, presso l'istituto Italiano di Cultura, espone i cicli pittorici ispirati ad Einstein e ai cinque libri del Memorial de Isla Negra di Pablo Neruda.
- 1984: realizza, nella piazza Bialada, a Bono (SS) un murale rappresentante i moti antifeudali sardi.[6]
- 1986: realizza per l'Università di Tolone il trittico Les Amants du Soleil e nello stesso anno è invitata d'onore a Sauveterre al XXII Salon de peinture et des arts de Montsauve.
- 1987: dipinge il telero Scena marina per il World Trade Center di Amsterdam.
- 1989: invitata d'onore a San Pietroburgo, un suo dipinto ad olio, Paesaggio provenzale, si trova all'Ermitage.
- 1990: invitata d'onore a XIII Recontre d'Arts Plastiques di Chateau-Arnoux.
- 2005: Oliena, Chiesa di N.S. d'Itria, Passione e Resurrezione secondo Matteo.
- 2006: espone in Australia a Brisbane, Sydney e Melbourne.
- 2011: Ittiri, Convento di San Francesco, L'Eredità di Francesco Oggi;
- 2011: Cagliari, Progetto Padiglione Italia della LIV Biennale d’Arte di Venezia.[7]
- 2012: Sassari, San Pietro in Silki, I Testimoni di Gesù Cristo.
- 2012: Madrid, Parrocchia dell'Ascensione del Signore, I quattro Evangelisti e l'Ultima Cena.
- 2015: Sassari, via Pascoli, Ulisse incontra Nausicaa, murale, e mostra itinerante Odisseo, 15 tele.[8][9]
- 2016: Atzara, Museo d'Arte Moderna e Contemporanea "Antonio Ortiz Echagüe", Novantadue, antologica 1946-2010.

## Curiosità
Talvolta, anche in contesti istituzionali, la pittrice viene erroneamente chiamata Liliana "Canu", variante sarda di un cognome di discendenza iberica.